# Nina Kluth
Nina Kluth (* 27. Oktober 1974 in Schwäbisch Hall) ist eine deutsche Malerin.

## Leben
Kluth studierte an der Hochschule für bildende Künste Hamburg bei den Professoren Olav Christopher Jenssen und Werner Büttner Freie Kunst. Sie schloss  ihr Studium 2002 ab. Kluth lebt und arbeitet in Berlin.

## Werk
In ihrer Malerei verbindet Kluth eine abstrakte Formsprache mit gegenständlichen Elementen. Ihre Arbeiten zeichnen sich durch eine atmosphärisch verdichtete Farb- und Formensprache aus.
Kluths Malerei ist dabei von einem starken Bezug zur Natur geprägt. Expressive Farbkompositionen und vielschichtige Oberflächenstrukturen sind für ihr Werk charakteristisch. Sie nutzt unterschiedliche Maltechniken, um Tiefe und Dynamik in ihren Werken zu erzeugen.

## Ausstellungen (Auswahl)
- 2004: Cracau Brückfeld Reform, Kunstmuseum Kloster Unser Lieben Frauen, Magdeburg[2]
- 2004: La Biennale Europea Arti Visive - Premio del Golfo 2004, CAMeC, La Spezia, Italien[3]
- 2004: Stipendiaten 2003, 23. Arbeitsstipendium der freien und Hansestadt Hamburg, Kunsthaus Hamburg[4]
- 2005: Westhafen, Kunstverein Göttingen[5]
- 2006: From a Balcony, Kunstverein Friedrichshafen[6]
- 2009: Grüne, gelbe und braune Blätter, Palais für aktuelle Kunst, Glückstadt[7]
- 2014:  Sima, Hohenloher Kunstverein[8]
- 2017: Rebellion, Scotty, Berlin[9]
- 2023: Thicket, Kunstverein Erlangen[10]
- 2023: Karl Hagemeister und die Malerei heute, Bröhan-Museum[11], Berlin
- 2024: leaf the logic, Holger Priess Galerie, Hamburg[12]